# 北海道旅客鉄道
北海道旅客鉄道株式会社（ほっかいどうりょかくてつどう、英: Hokkaido Railway Company） は、旅客鉄道株式会社及び日本貨物鉄道株式会社に関する法律（JR会社法）に基づき、北海道地方を中心として旅客鉄道などを運営する、日本の特殊会社。1987年（昭和62年）4月1日に日本国有鉄道（国鉄）から北海道総局、釧路・旭川・青函船舶の各鉄道管理局が管理していた鉄道事業を引き継いで発足したJRグループの旅客鉄道会社の一つ。通称はJR北海道（ジェイアールほっかいどう）、英語略称はJR Hokkaido。コーポレートカラーは萌黄色。
北海道を中心に鉄道路線を有し、本社を札幌市中央区に置く。切符の地紋には「北」と記されている。

## 概要

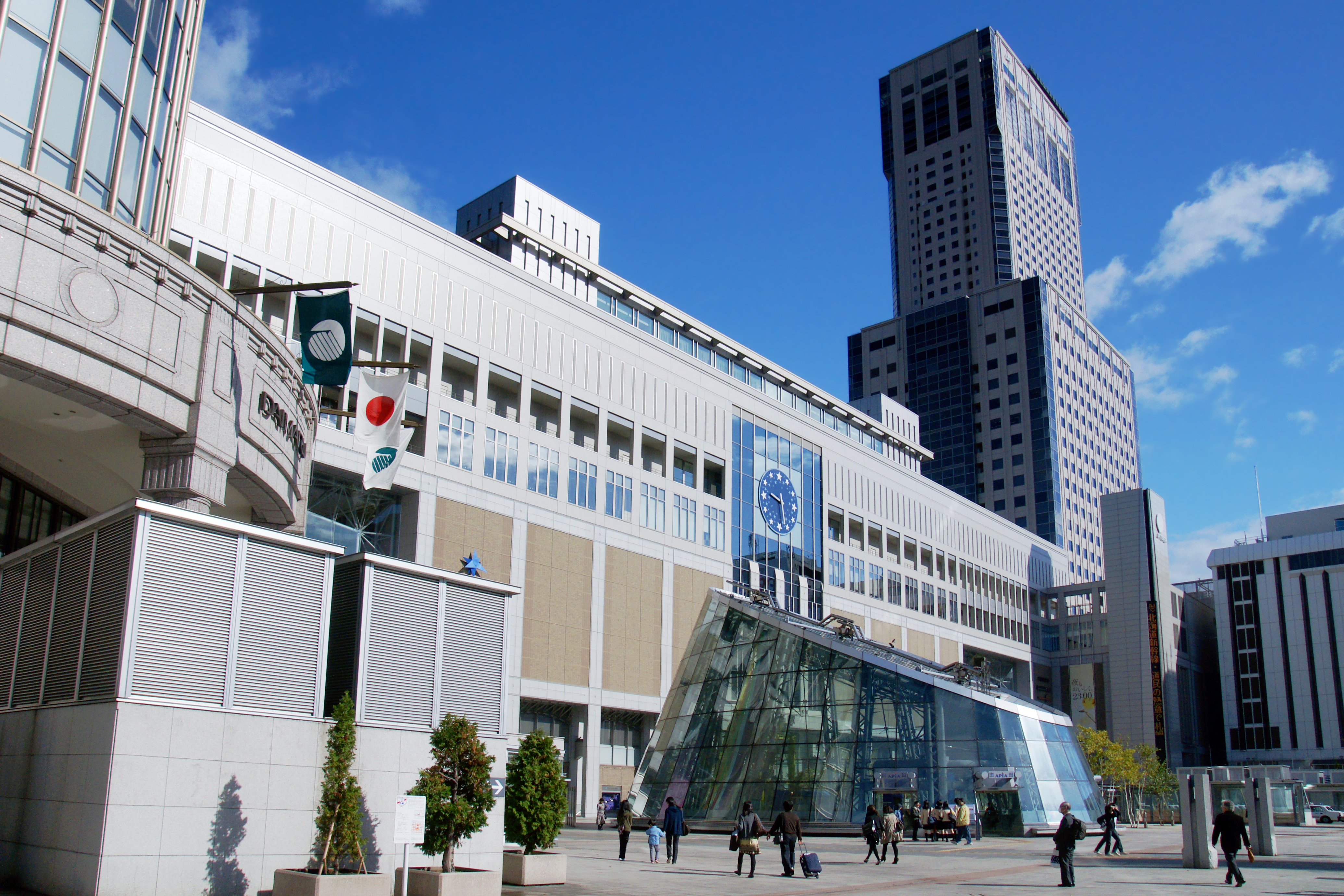
JR北海道最大の拠点駅である札幌駅

国鉄分割民営化により鉄道21路線3,176.6 km、航路113.0 kmおよびバス事業を承継した、JR会社法による特殊会社で、独立行政法人鉄道建設・運輸施設整備支援機構がすべての株式を所有している。
発足後、鉄道路線は在来線2線区と北海道新幹線が開業した一方、特定地方交通線の廃止や利用客の少ない線区の廃止により減少している。2024年（令和6年）4月1日時点での総営業キロは新幹線を含む幹線が6路線1,378.9 km、地方交通線が8路線876.0 kmの14路線計2,254.9 kmである。
航路（青函連絡船）は、海峡線（青函トンネル）の開業に伴い、1988年（昭和63年）3月13日に廃止され、バス事業は2000年（平成12年）4月1日に100%子会社のジェイ・アール北海道バスへ移管された。
かつては、海峡線を通じて在来線の定期旅客列車が本州およびJR他社の路線へ乗り入れていたが、2016年（平成28年）3月26日の北海道新幹線開業後は同新幹線が定期旅客営業路線で唯一本州へ乗り入れる路線となり、JR他社への在来線の定期旅客列車の乗り入れがない唯一の会社となっている。また、北海道内の長距離列車の運行形態も国鉄時代は青函連絡船との接続を重視した函館起点型のダイヤであったが、国鉄末期以降、特にJR移行後は札幌中心型のダイヤに変更され、札幌以遠に直通する函館発着の列車は1988年（昭和63年）3月13日に廃止された。

## 経営問題
JR旅客各社のうち、本州以外で営業するJR北海道・JR四国・JR九州のいわゆる「三島（さんとう）会社」は、発足前から経営難が予想されていた。北海道の人口は札幌市への一極集中の傾向が続いており、札幌圏を除くほとんどの道内市町村では人口減少が深刻化している。JR他社と比較して人口希薄地帯を走る路線が大半を占め、単価が高い長距離利用者が少なく、長距離利用に関しても道路網延伸や自家用車の普及、航空路線や高速バスとの競争が激しい。加えて全道が豪雪地帯・寒冷地であるため、除雪や車両・施設の維持管理費や光熱費等をはじめとして膨大な経費を要するなど、JR北海道の経営基盤は非常に弱い。
会社発足前から経営難が予想されていたことから、国による経営支援スキームとして経営安定基金が設けられている。また、JR四国やJR貨物と同様に、独立行政法人鉄道建設・運輸施設整備支援機構（発足当初は日本国有鉄道清算事業団）が株式を100%保有している。
JR北海道に対しては、元本6,822億円が交付され、元本の取崩しはせず、運用益を営業外収益として営業収支の不足分を穴埋めすることが当初の目的であった。しかしながら、バブル崩壊によりバブル景気の只中であった会社発足当時と比べ市中金利は大幅に下落し計画が崩れ、当初見込んだ運用益が大きく減少している。
会社発足時からの厳しい経営状況により車両や設備の保守費用等削減を続けた結果、2011年（平成23年）の石勝線特急列車脱線火災事故をはじめとした数々の不祥事が連続し、2014年（平成26年）1月に国土交通大臣から「輸送の安全に関する事業改善命令及び事業の適切かつ健全な運営に関する監督命令」が行われた。これを受けて国土交通省からJR北海道への指導や監査と共に鉄道・運輸機構からの600億円の設備投資支援が行われた。
以後、軌道の補修工事やキハ40系をはじめとした老朽車両の新型車両への置き換えが行われている。その後も2019 - 2020年度に400億円程度の財政支援を行う計画を公表した。また、2021年（令和3年）3月26日に国鉄清算事業団債務等処理法の改正法が参議院本会議で可決・成立され、2030年度まで国の財政支援が可能になり、3年間で1,302億円を支援することが発表された。2021年（令和3年）9月28日には、今後10年間で約1,450億円を支援し、6,822億円のうち2,900億円を鉄道建設・運輸施設整備支援機構が借り入れ、年5%の利息を払うことが決定された。
また、JR四国とともに民営化時から固定資産税と都市計画税の減免などの特例措置を受けている。民営化時は10年間の特例措置とされたが、その後5年単位で更新されている。2022年度（令和4年度）税制改正大綱で、減免措置の5年間延長が盛り込まれたが、この時点での試算では減免措置を廃止すると収益に30億円程度の影響が出るとみられている。

### 維持困難路線の公表
2016年（平成28年）11月16日、島田修社長（当時）らが記者会見を開き、当時の営業路線2,500 km余りの半分にあたる1,237 kmについて、JR北海道単独で維持することが難しいとして、バスへの転換や運行にあたって自治体からの財政支援が不可欠だと明らかにした。路線1 kmあたりの平均乗客数である輸送密度で2,000人に満たない路線が対象となっていて、特に200人に満たない3区間についてバスへの転換、それ以外の区間は自治体の財政支援を求め、今後協議を進めていくとした。
| 路線名                                                                         | 区間                              | 営業キロ                          | 廃止年月日（赤・茶線区）                                              |
| 輸送密度200人未満の線区（赤線区）                                              | 輸送密度200人未満の線区（赤線区） | 輸送密度200人未満の線区（赤線区） | 輸送密度200人未満の線区（赤線区）                                     |
| ------------------------------------------------------------------------------ | --------------------------------- | --------------------------------- | --------------------------------------------------------------------- |
| 札沼線                                                                         | 北海道医療大学 - 新十津川         | 47.6 km                           | 2020年5月7日                                                          |
| 根室本線                                                                       | 富良野 - 新得                     | 81.7 km                           | 2024年4月1日                                                          |
| 留萌本線                                                                       | 深川 - 留萌                       | 50.1 km                           | 2023年4月1日（石狩沼田 - 留萌） 2026年4月1日（深川 - 石狩沼田、予定） |
| 既に「持続可能な交通体系のあり方」等について話し合いを始めている線区（茶線区） |                                   |                                   |                                                                       |
| 石勝線（夕張支線）                                                             | 新夕張 - 夕張                     | 16.1 km                           | 2019年4月1日                                                          |
| 日高本線                                                                       | 鵡川 - 様似                       | 116.0 km                          | 2021年4月1日                                                          |
| 輸送密度200人以上2,000人未満の線区（黄線区）                                   |                                   |                                   |                                                                       |
| 宗谷本線                                                                       | 名寄 - 稚内                       | 183.2 km                          | －                                                                    |
| 根室本線                                                                       | 滝川 - 富良野                     | 54.6 km                           | －                                                                    |
| 根室本線                                                                       | 釧路 - 根室                       | 135.4 km                          | －                                                                    |
| 室蘭本線                                                                       | 沼ノ端 - 岩見沢                   | 67.0 km                           | －                                                                    |
| 釧網本線                                                                       | 東釧路 - 網走                     | 166.2 km                          | －                                                                    |
| 日高本線                                                                       | 苫小牧 - 鵡川                     | 30.5 km                           | －                                                                    |
| 石北本線                                                                       | 新旭川 - 網走                     | 234.0 km                          | －                                                                    |
| 富良野線                                                                       | 旭川 - 富良野                     | 54.8 km                           | －                                                                    |

一方で、同年11月26日に北海道経済連合会は「道内の公共交通ネットワークのあり方についての『提言書』概要」をまとめ、JR貨物が第二種鉄道事業路線として北海道支社が利用している区間の線路使用料設定が低水準であり、制度見直しと支援策を要求すべきとした。食関連産業や観光を基幹産業ととらえ、道路・鉄道・航空・港湾に関しての代替手段や相互補完を考察しながらの整備・活用することが必要と提言した。
また、北海道の地域公共交通検討会議が2017年（平成29年）3月28日にまとめた報告書案では、道内交通網を、中核都市間の「幹線交通」、観光移動を支える「広域交通」、市町村の生活に密着した「市町村交通」に3分類し、最適な交通サービスを追求すべきとしている。
2017年（平成29年）12月6日にはJR北海道再生会議の有志からJR北海道および北海道知事、道内市町村長、道民、国土交通大臣に向けて声明が出された。JR北海道に対しては事業者としてできること、できないこと、よい情報も悪い情報も道民に徹底的に開示する姿勢を求め、維持できない路線については「もっと便利になる」「具体的な提案」を積極的に提示すべきとし、これに対しJR北海道は国に甘えない体制を作ると発表した。

## 事業所
| 名称     | 所在地                                 |
| -------- | -------------------------------------- |
| 本社     | 北海道札幌市中央区北11条西15丁目1番1号 |
| 釧路支社 | 北海道釧路市北大通14丁目5番地          |
| 旭川支社 | 北海道旭川市宮下通6丁目4152番地2       |
| 函館支社 | 北海道函館市若松町12番5号              |

## 本社組織
2025年7月1日現在
- 監査部
- 総合企画本部
  - 経営企画部
  - 地域交通改革部
  - 新幹線計画部
  - 地域計画部
  - 札幌駅周辺開発部
  - 情報システム部
- 鉄道事業本部
  - 安全推進部
  - 企画室
  - 新幹線統括部
  - 駅業務部
  - 営業部
  - 東京営業部
  - 仙台営業所
  - 運輸部
    - 管理課
    - 輸送課
    - 運用課
    - 運行管理課
    - 運行管理センター
    - 新幹線運行管理センター
    - 乗務員養成室

  - 車両部
    - 検修課
    - 計画課
    - 新幹線検修課

  - 工務部
    - 業務支援室
    - 管理課
    - 保線課
    - 設備課
    - 工事課
    - 工務技術センター

  - 電気部
    - 企画課
    - 情報制御課
    - 電力技術課
    - システム課

  - 新幹線工事部
    - 札幌新幹線工事事務所

  - CS推進部
- 開発事業本部
  - 資産管理センター
- 東京事務所
- 広報部
- 財務部
- 資金運用室
- 総務部
  - 社員研修センター
- JR札幌病院

## 歴史
- 1987年（昭和62年）
  - 4月1日：日本国有鉄道（国鉄）の分割民営化に伴い、北海道旅客鉄道（JR北海道）発足。
  - 7月13日：幌内線廃止。
- 1988年（昭和63年）
  - 2月1日：松前線廃止。
  - 3月13日：ダイヤ改正。
    - 海峡線開業。これに伴い、快速「海峡」、特急「はつかり」、急行「はまなす」、寝台特急「北斗星」を運転開始。寝台特急「日本海」のうち1往復が函館駅乗り入れ開始。青函航路の通常運航がこの日限りで終了。
    - 特急「おおとり」を廃止し、札幌駅を境に特急「北斗」と特急「オホーツク」に系統分離。臨時急行「大雪」（82・83号）を特別快速「きたみ」に変更。
    - 急行「かむい」が急行「そらち」に統合され、廃止。
    - 千歳空港へのアクセス列車として、快速「空港ライナー」「マリンライナー」を運転開始。

  - 4月25日：歌志内線廃止。
  - 9月19日：前日をもって青函連絡船の暫定復活運航（6月3日開始）が終了し、青函航路が正式に廃止。
  - 11月3日：721系電車が営業運転開始。快速「いしかりライナー」運転開始。
- 1989年（平成元年）
  - 4月1日：消費税導入に伴い運賃改定[7]。
  - 4月30日：標津線廃止[7]。
  - 5月1日：名寄本線、天北線廃止[7]。急行「天北」の運転経路を天北線経由から宗谷本線経由に変更し、急行「宗谷」に統合[7]。急行「ノサップ」を快速列車に変更[7]。
  - 6月4日：池北線廃止（北海道ちほく高原鉄道に転換）[7]。
  - 7月21日：JR西日本の寝台特急「トワイライトエクスプレス」が大阪駅 - 札幌駅間で運転開始。
- 1990年（平成2年）9月1日：ダイヤ改正。
  - 特急「ホワイトアロー」に785系電車が導入され、特急「スーパーホワイトアロー」として運転開始[8]。急行「ちとせ」「そらち」が特急「ライラック」に統合され、廃止。
  - 特急「おおぞら」の帯広駅発着列車が分離され、特急「とかち」として運転開始[8]。急行「狩勝」と快速「十勝」を快速「狩勝」へ統合・再編。
  - 宗谷本線の快速「ピヤシリ」「えんれい」「すずいし」「てしおがわ」の愛称が統一され、快速「なよろ」となる。
- 1991年（平成3年）7月27日：ダイヤ改正[9]。特急「とかち」が特急「スーパーとかち」に改称[9]。
- 1992年（平成4年）
  - 1月20日：改札鋏を廃止し、スタンプ押印となる[9]。
  - 3月14日：夜行の急行「大雪」が特急「オホーツク」（9・10号）に編入され、廃止[9]。
  - 7月1日：ダイヤ改正。
    - 千歳線支線（南千歳駅 - 新千歳空港駅間。通称「空港線」）開業。快速「空港ライナー」が快速「エアポート」に改称され、快速「マリンライナー」と共に同区間への乗り入れを開始。
    - 特急「ライラック」が札幌駅を境に系統分離され、室蘭駅 - 札幌駅間を特急「すずらん」として運転開始。また、特急「ライラック」と快速「エアポート」の直通運転開始。
- 1993年（平成5年）3月18日：ダイヤ改正。夜行急行「まりも」が特急「おおぞら」13・14号として編入され、廃止。
- 1994年（平成6年）
  - 2月22日：発達した低気圧による強風のため、石勝線トマム駅 - 新得駅間を走行中の特急おおぞら10号が脱線転覆する事故が発生[10]。（特急おおぞら脱線転覆事故）
  - 3月1日：ダイヤ改正。特急「北斗」の一部に281系気動車が導入され、特急「スーパー北斗」として運転開始。
  - 5月16日：函館本線 砂川駅 - 上砂川駅間（上砂川支線）廃止[11]。
- 1995年（平成7年）
  - 9月4日：深名線廃止[11]。
  - 12月4日：本社を札幌駅から桑園駅前の新本社ビルに移転[新聞 7]。
- 1996年（平成8年）
  - 1月10日：JR北海道を含むJR三島会社が運賃を改定し、運賃格差が発生[新聞 8][新聞 9]。これにより国鉄時代より続いてきたJRグループの日本全国同一運賃体系が崩れる。
  - 4月1日：富良野線にシルバーシートを導入（JR北海道で初めての導入）[新聞 10]。
  - 12月24日：731系電車が営業運転開始[12]。
- 1997年（平成9年）
  - 3月1日：公式ウェブサイトを開設（当時のurl: http://www.hjsd.co.jp/jrhokkaido/)[12]。
  - 3月22日：ダイヤ改正。特急「おおぞら」の一部に283系気動車が導入され、特急「スーパーおおぞら」として運転開始[12]。特急「スーパーとかち」の一部が再び特急「とかち」として運転開始[12]。201系気動車が営業運転開始[12]。
  - 4月1日：消費税増税に伴い運賃改定[13]。
  - 10月1日：普通・快速の全列車に優先席を設置[14]。
- 1998年（平成10年）
  - 11月17日：帯広ステーションビル株式会社の過度な設備投資が原因でエスタ帯広の経営が破綻し倒産。
  - 11月21日：自動改札機導入。
- 1999年（平成11年）
  - 4月1日：函館駅構内の有人踏切が自動化され、有人踏切が消滅する[15]。
  - 7月16日：寝台特急「カシオペア」運転開始。これに伴い、寝台特急「北斗星」の定期運転を2往復に減便。
- 2000年（平成12年）
  - 3月11日：ダイヤ改正[報道 10]。
    - 急行「宗谷」「礼文」に261系気動車（基本番台）が導入され、特急「スーパー宗谷」として運転開始。急行「サロベツ」「利尻」を特急列車に変更。
    - 快速「マリンライナー」が快速「エアポート」「ニセコライナー」に再編され、廃止。

  - 4月1日：バス事業をジェイ・アール北海道バスに譲渡。
- 2001年（平成13年）
  - 6月22日：改正JR会社法が施行。本州3社が本法の適用から除外されたものの、指針によりJR北海道を含むJR三島会社とJR貨物との協力関係の維持を規定。
  - 7月1日：ダイヤ改正[報道 11]。
    - 特急「おおぞら」がすべて特急「スーパーおおぞら」に統一される。夜行の特急「おおぞら」13・14号を特急「まりも」として分離。
    - 特急「ライラック」の指定席として「uシート」を導入。「いしかりライナー」の列車種別を快速から区間快速に変更。
- 2002年（平成14年）12月1日：ダイヤ改正[報道 12]。特急「はつかり」と快速「海峡」を廃止し、485系電車による特急「白鳥」、789系電車（基本番台）による特急「スーパー白鳥」運転開始。
- 2003年（平成15年）
  - 3月6日：札幌駅南口駅ビル「JRタワー」開業。
  - 8月1日：JR北海道インターネット指定席予約サービス（後のJR北海道予約サービス）開始。
- 2004年（平成16年）
  - 3月13日：ダイヤ改正[報道 13]。特急「ライラック」「スーパーホワイトアロー」「すずらん」、特別快速「きたみ」が全車禁煙化。
  - 7月7日：線路と道路の両方を走行できる車両デュアル・モード・ビークル (DMV) の走行試験を開始[16]。
- 2006年（平成18年）3月18日：ダイヤ改正[報道 14]。夜行列車は寝台特急「日本海」の函館乗り入れを廃止。特急「利尻」を臨時特急「はなたび利尻」、特急「オホーツク」（9・10号）が臨時特急「オホーツク」（81・82号）にそれぞれ変更。道内完結の全列車が全面禁煙化[報道 15]。
- 2007年（平成19年）
  - 3月18日：前年の道内完結の全列車に引き続き、寝台列車を除く特急列車が全面禁煙化[報道 16]。
  - 9月30日：夜行の臨時特急「はなたび利尻」が廃止[報道 17]。
  - 10月1日：ダイヤ改正[報道 18]。789系電車（1000番台）の営業運転開始に伴い、特急「ライラック」「スーパーホワイトアロー」を統合し、「スーパーカムイ」運転開始。781系電車の運用を終了。「スーパーとかち」に261系気動車（1000番台）が投入。夜行列車は臨時特急「オホーツク」81・82号を廃止し、特急「まりも」を臨時列車に変更[報道 17]。同日より駅ナンバリングを実施[報道 19]。一部特急列車・電車・201系の自動放送を従来の加藤純子から大橋俊夫、ジーン・ウィルソンに変更。
- 2008年（平成20年）
  - 3月15日：ダイヤ改正[報道 20]。青函トンネル内における北海道新幹線工事のため、寝台特急「北斗星」の1往復（旧：1・4号）を廃止し、定期運転を1往復に減便。
  - 3月16日：夜行の臨時特急「オホーツク」（81・82号）の運転を終了[報道 17]。
  - 9月1日：臨時特急「まりも」の運転が終了。これにより、道内完結の夜行特急列車が消滅[報道 17][報道 21][報道 22]。
  - 10月16日：ホテル「JRイン札幌」がオープン。
  - 10月25日：札幌圏にICカード乗車券「Kitaca」（キタカ）を導入[報道 23][報道 24]。
- 2009年（平成21年）
  - 3月14日：KitacaとJR東日本のICカード乗車券Suicaとの相互利用の開始[報道 25][報道 26]。
  - 9月30日：この日限りで北海道自社管内で完結する在来線特急から車内公衆電話サービスを全廃[報道 27]。
  - 10月1日：ダイヤ改正[報道 28]。特急「とかち」が全て特急「スーパーとかち」に統一される。
- 2010年（平成22年）12月4日：ダイヤ改正。17時以降の「いしかりライナー」の札幌駅から江別駅までの区間を各駅停車化など[報道 29][報道 30][報道 31]。
- 2011年（平成23年）
  - 5月27日：石勝線 第1ニニウトンネル内（占冠村）で特急「スーパーおおぞら14号」が脱線・炎上し、車両6両を全焼する事故が発生（石勝線特急列車脱線火災事故）[報道 32][報道 33]。
  - 6月18日：国土交通省から事業改善命令を受ける。
  - 9月：代表取締役社長の中島尚俊が死去。自殺と見られる[新聞 11]。
- 2012年（平成24年）
  - 5月1日：735系電車が営業運転開始。
  - 6月1日：札沼線の一部区間（桑園駅 - 北海道医療大学駅間）電化開業[報道 34]。733系電車（0番台）が営業運転開始[報道 35]。
- 2013年（平成25年）
  - 3月23日：交通系ICカード全国相互利用が開始され、KitacaがPASMO、manaca、TOICA、PiTaPa、ICOCA、はやかけん、nimoca、SUGOCAとも相互利用可能に[報道 36]。
  - 6月22日：Kitaca等、交通系ICカード全国相互利用サービスへの参加カードがSAPICAエリアでの利用開始（片利用）[17]。
  - 9月19日：函館本線大沼駅構内で貨物列車が脱線する事故が発生（函館本線大沼駅貨物列車脱線事故）。原因究明の過程で、レール検査データの改ざんが発覚する。
  - 11月1日：特急「北斗」「スーパー北斗」「スーパーおおぞら」「スーパーカムイ」「すずらん」で、減速・減便を伴うダイヤ変更を実施[報道 37][報道 38]。
- 2014年（平成26年）
  - 1月14日：元代表取締役社長の坂本眞一が死去。自殺と見られる[新聞 12]。
  - 2月10日：レール検査データ改竄による検査妨害を理由として、国土交通省に鉄道事業法違反の容疑で告発される。
  - 3月15日：特急「スーパー宗谷」の最高速度を引き下げ[報道 39]。
  - 4月1日：消費税増税に伴い運賃改定。
  - 5月12日：江差線 木古内駅 - 江差駅間廃止[11][報道 40]。
  - 7月19日：733系電車（3000番台）が営業運転を開始[報道 41]。
  - 8月30日：ダイヤ改正[報道 42]。特急「スーパーとかち」と快速「エアポート」の最高速度を引き下げ。特急「スーパー宗谷」「スーパーとかち」に使用されている261系気動車（基本番台・1000番台）の車体傾斜装置の使用を停止。
  - 12月22日：JR北海道予約サービスの一部サービス（「寝台特急予約」と「特急列車空席案内」）が終了[報道 43]。
- 2015年（平成27年）
  - 3月13日：寝台特急「トワイライトエクスプレス」廃止[報道 44]。
  - 3月14日：ダイヤ改正[報道 45]。寝台特急「北斗星」の定期運転を終了。711系電車が営業運転を終了。
  - 8月21日・22日：寝台特急「北斗星」の運転を完全に終了[報道 46]。
- 2016年（平成28年）
  - 3月26日：ダイヤ改正[報道 47]。
    - 北海道新幹線 新青森駅 - 新函館北斗駅（渡島大野駅から改称）間開業[18]。H5系電車が営業運転を開始。JR東日本の東北新幹線との相互直通運転を開始。
    - 江差線 五稜郭駅 - 木古内駅間を経営分離し、道南いさりび鉄道に移管[注釈 7]。
    - 寝台特急「カシオペア」（上野駅発3月19日・札幌駅発3月20日を最後に運転終了）[報道 50]、特急「白鳥」「スーパー白鳥」（3月21日を最後に運転終了）[報道 50]、急行「はまなす」（札幌駅発3月20日・青森駅発3月21日を最後に運転終了）[報道 50]廃止。これに伴い、24系客車が営業運転を終了。
    - 函館本線 五稜郭駅 - 新函館北斗駅間が電化。函館駅 - 新函館北斗駅間で733系電車（1000番台）[報道 51]による普通・快速「はこだてライナー」が運転を開始。快速「アイリス」を廃止[報道 52]。
    - 特急「スーパーカムイ」と快速「エアポート」の直通運転を終了。

  - 8月31日-12月22日：平成28年台風第10号による大雨で石勝線及び根室本線のトマム駅 - 芽室駅間の複数箇所が被災し不通となる[報道 53]（なお、根室本線富良野駅 - 東鹿越駅間は10月17日運転再開。東鹿越駅 - 新得駅間は代行バス運行開始）[報道 54]。
  - 11月16日：社長の島田修らが会見し、JR北海道単独では維持が難しい路線・区間を公表[報道 1][報道 2]。
  - 12月5日：留萌本線 留萌駅 - 増毛駅間廃止[11][注釈 8]。
- 2017年（平成29年）
  - 1月31日：JR北海道予約サービスを終了し、JR東日本のえきねっとに列車予約サービスを一本化。
  - 3月4日：ダイヤ改正により、特急「ライラック」「大雪」の愛称が復活。札幌駅 - 稚内駅・網走駅間の直通特急の往復数を減らして、一部を旭川駅にて「ライラック」と接続するようにした。また、特急「スーパーカムイ」を「カムイ」と改称し、特急「すずらん」も含めたJR北海道内のエル特急指定も廃止した[報道 57]。
  - 5月2日：5月1日運行開始のJR東日本のクルーズトレイン「TRAIN SUITE 四季島」がJR北海道の路線に乗り入れ開始[報道 58]。
  - 5月11日：維持困難路線区間（留萌本線、根室本線（富良野-新得間）、札沼線を除く）の無人駅を地方自治体などに開放することを発表[報道 59]。
  - 8月7日：札幌駅8:00発滝川駅行き普通列車（721系3両編成）が厚別駅 - 森林公園駅間の西通り踏切で、3両目の空調配電盤から発煙[報道 60]。翌朝までに同形の配電盤を使用している721系車両、785系車両の点検を終えた[報道 61]。
- 2018年（平成30年）
  - 3月17日：ダイヤ改正により、特急「北斗」を183系気動車から261系気動車に置き換えて、「スーパー北斗」に統一[新聞 13]。
  - 6月17日：札沼線（北海道医療大学駅 - 新十津川駅間）、留萌本線（深川駅 - 留萌駅間）、根室本線（富良野駅 - 新得駅間）、日高本線（鵡川駅 - 様似駅間）を2020年度を目処に廃止する方針を示す[19]。
  - 9月6日：未明に発生した北海道胆振東部地震の影響でJR北海道全線で運休。翌7日より一部路線で順次運転を再開。
- 2019年（平成31年 / 令和元年）
  - 2月1日：大規模災害時や事前に運休や運転見合わせを決定した際の、短文投稿サイト「Twitter」での列車運行情報の配信を開始[報道 62]。
  - 3月16日：ダイヤ改正。北海道新幹線青函トンネル内での最高運転速度を160km/hに向上、東京駅 - 新函館北斗駅間を「はやぶさ」最速列車が3時間58分で運転[報道 63]。
  - 4月1日：石勝線 新夕張駅 - 夕張駅間（夕張支線）廃止[11][報道 7]。
  - 7月-9月：宗谷本線でJR東日本の観光列車「びゅうコースター風っこ」を使用した臨時列車「風っこそうや」を運転[報道 64]。
  - 10月1日：運賃改定[20]。100キロメートル以下の運賃に対キロ区間制を採用[報道 65]。
- 2020年（令和2年）
  - 3月14日：ダイヤ改正により、快速「エアポート」が1時間あたり最大5往復に増発され、うち一部の列車（朝夕の合計2往復）の種別が「特別快速」となる。区間快速「いしかりライナー」が普通列車（各駅停車）に格下げされ廃止。特急「スーパー北斗」「スーパーおおぞら」「スーパーとかち」がそれぞれ「北斗」「おおぞら」「とかち」に改称され、管内から「スーパー」を冠する特急列車がなくなる。H100形気動車が営業運転開始[報道 66]。
  - 4月17日：新型コロナウイルス感染症の影響により予定を前倒しして、札沼線北海道医療大学駅 - 新十津川駅間最終運行、以降廃止日まで運休[報道 67][新聞 14]。
  - 5月7日：札沼線北海道医療大学駅 - 新十津川駅間廃止[11][報道 3]。
  - 8月 - 9月：東急・伊豆急行の観光列車「THE ROYAL EXPRESS」を使用した団体臨時列車「THE ROYAL EXPRESS 〜HOKKAIDO CRUISE TRAIN〜」を初運転[報道 68]。
  - 9月 - 12月：北海道での鉄道開業140周年記念事業を展開[21]（「官営幌内鉄道」も参照）。
  - 10月17日：261系5000番台気動車「はまなす」編成運用開始[報道 69]。
- 2021年（令和3年）
  - 3月13日：ダイヤ改正により、減便・減車、定期列車の臨時列車化が本格化。
  - 4月1日：日高本線 鵡川駅 - 様似駅間廃止[報道 8][11][新聞 15]。
  - 5月8日：261系5000番台気動車「ラベンダー」編成運用開始[報道 70]。
- 2022年（令和4年）
  - 2月：例年以上の降雪の影響から、列車運休が恒常化。末端区間だけでなく、中核を占める札幌圏の被害が甚大で、道庁と北海道運輸局から検証要請を受ける。
  - 3月12日：ダイヤ改正[報道 71]。283系気動車が特急「おおぞら」での営業運転を終了。
  - 3月16日：福島県沖地震で、東北新幹線上を走行していたH5系電車が被災し脱線する。のちにH5系電車の損失額として特別損失に14億円を計上する[22]
  - 7月13日：社長会見にて、2022年度末で183系特急用気動車の定期運用終了、JR北海道最後のリゾート列車「ノースレインボーエクスプレス」の運行終了、2022年9月で281系気動車の定期運用の終了を発表する[報道 72][報道 73]。
  - 9月30日：281系気動車の定期運用を終了。
- 2023年（令和5年）
  - 3月31日：五稜郭車両所が廃止[新聞 16][23]。
  - 4月1日：留萌本線 石狩沼田駅 - 留萌駅間廃止[報道 5]。
  - 5月20日：737系電車が営業運転を開始[報道 74]。
  - 8月7日 - 8月20日：8月4日からの停滞前線による大雨の影響で石北本線の上川駅 - 白滝駅間で盛土が大量に流出し不通となる[24]。
- 2024年（令和6年）
  - 3月16日：ダイヤ改正[25]。
    - 特急｢北斗｣ ｢すずらん｣ ｢おおぞら｣ ｢とかち｣を全車指定席化。
    - 全快速列車が桑園駅に停車。
    - Kitacaエリアを拡大（函館エリア、札幌・旭川エリア）。

  - 3月29日：『JR北海道グループ中期経営計画2026』において、観光列車「赤い星」「青い星」を導入する方針を示す[26]（詳細は後述）。
  - 4月1日：根室本線 富良野駅 - 新得駅間廃止[報道 4]。
  - 8月31日 - 9月3日：令和6年台風第10号の影響による局地的大雨で石勝線の川端駅 - 新夕張駅間が被災し追分駅 - 新得駅間が不通となる[27]（代行バスは確保困難として運行せず）。
  - 11月9日：未明の砂川駅構内で見張りの人員配置をせずに保線作業を実施中、貨物列車が通過。作業員と上司が発覚を免れるため、事実と異なる内容の作業計画表などを作成し、社内調査に対して虚偽の報告をする不祥事案が発生[28]。
  - 11月16日 - 11月18日：鷲ノ木道路踏切付近の線路破断により発生した貨物列車の脱線分離事故の影響で函館本線の森駅 - 長万部駅間が不通となる[29]。
- 2025年（令和7年）
  - 3月6日：室蘭本線の第2静狩トンネル内で特急「北斗6号」が新静狩トンネルとの連絡坑に保管されていた軌道自動自転車と接触する事故が発生[30][31]。
  - 3月13日：根室本線の札内駅 - 厚内駅間で昨年秋までの数年間、保線工事を行う際に必須である線路閉鎖を行わずに作業を実施していたことが、昨年10月の社員申告により判明したと公表[32]。
  - 3月15日：ダイヤ改正[33]。
    - 特急「大雪」を特別快速に格下げし、毎日運転。
    - 特別快速「きたみ」を快速に変更し、網走駅まで延長。
    - 特急「ライラック2号」、「カムイ47号」の運転を取り止め、「カムイ29号」、「ライラック44号」を新規設定。
    - 特急「おおぞら7号」、「北斗2号」の速達化。

  - 4月1日：運賃改定。
  - 4月8日 - 4月25日：宗谷本線の天塩中川駅 - 問寒別駅間で線路の盛土が崩壊し、普通列車が脱線した影響により、音威子府駅 - 稚内駅間で不通となる[34]（旭川駅-稚内駅間で代行バスを運行[35]）。
  - 5月27日 - 5月30日：度重なる安全管理に関する不適切な事象の発生を受け、国土交通省から全国初となる「強化型保安監査体制」による立入監査を受ける[36][37]。
- 2026年（令和8年）4月1日：留萌本線 深川駅 - 石狩沼田駅間廃止（予定）[報道 6]。これにより、2016年に廃止意向を示した維持困難路線5線区（赤・茶線区）を全廃。

## 歴代会長・社長
| 代数   | 氏名     | 在任期間        | 出身校                       |
| ------ | -------- | --------------- | ---------------------------- |
| 初代   | 東条猛猪 | 1987年 - 1991年 | 東京帝国大学法学部           |
| 第2代  | 鈴木茂   | 1991年 - 1996年 | 東京商科大学（現・一橋大学） |
| 第3代  | 大森義弘 | 1996年 - 2002年 | 東京大学法学部               |
| 第4代  | 坂本眞一 | 2003年 - 2007年 | 北海道大学工学部             |
| 第5代  | 小池明夫 | 2007年 - 2011年 | 東京大学経済学部             |
| 第6代  | 柿沼博彦 | 2011年 - 2013年 | 北海道大学大学院工学研究科   |
| 第7代  | 小池明夫 | 2013年 - 2014年 | 東京大学経済学部             |
| 第8代  | 須田征男 | 2014年 - 2018年 | 東京大学工学部               |
| 第9代  | 白川保友 | 2018年 - 2020年 | 東京大学理学部               |
| 第10代 | 田浦芳孝 | 2020年 - 2022年 | 早稲田大学政治経済学部       |
| 第11代 | 島田修   | 2022年 -        | 東京大学経済学部             |

| 代数  | 氏名     | 在任期間        | 出身校             |
| ----- | -------- | --------------- | ------------------ |
| 初代  | 大森義弘 | 1987年 - 1996年 | 東京大学法学部     |
| 第2代 | 坂本眞一 | 1996年 - 2003年 | 北海道大学工学部   |
| 第3代 | 小池明夫 | 2003年 - 2007年 | 東京大学経済学部   |
| 第4代 | 中島尚俊 | 2007年 - 2011年 | 東京大学経済学部   |
| 第5代 | 小池明夫 | 2011年 - 2013年 | 東京大学経済学部   |
| 第6代 | 野島誠   | 2013年 - 2014年 | 東京大学工学部     |
| 第7代 | 島田修   | 2014年 - 2022年 | 東京大学経済学部   |
| 第8代 | 綿貫泰之 | 2022年 -        | 北海道大学経済学部 |

## 路線

北海道旅客鉄道の路線図（2023年4月1日時点）

- 総営業キロ数：2,254.9 km（14路線・2025年4月1日現在）[2]
  - 新幹線：148.8 km（1路線）
  - 幹線：1,230.1 km（5路線）
  - 地方交通線：876.0 km（8路線）
- 総駅数：317駅（2025年4月1日現在）[2]
  - 有人駅：94駅
  - 無人駅：223駅
- 信号場数：46箇所

ラインカラーは「日本の鉄道ラインカラー一覧」を参照。

### 現有路線
2007年（平成19年）10月1日から、一部路線には駅ナンバリング制を導入している。詳細は「北海道旅客鉄道の駅ナンバリング・区間カラー」を参照。
| 分類       | 路線名       | 区間                                  | 営業キロ | 愛称・通称                | 備考 |
| ---------- | ------------ | ------------------------------------- | -------- | ------------------------- | --- |
| 新幹線     | 北海道新幹線 | 新青森駅 - 新函館北斗駅               | 148.8 km |                           | 新中小国信号場 - 木古内駅間 85.5 km は海峡線と線路・施設を共用。 鉄道施設は鉄道・運輸機構が保有。 |
| 幹線       | 函館本線     | 函館駅 - 大沼公園駅 - 小樽駅 - 旭川駅 | 423.1 km |                           | |
| 幹線       | 函館本線     | 大沼駅 - 渡島砂原駅 - 森駅            | 35.3 km  | 砂原支線                  | |
| 幹線       | 函館本線     | 七飯駅 - 大沼駅                       | なし     | 藤城線                    | 下り専用 本線区間（仁山駅経由）と同一として扱われ、総営業キロにも加算されていない。 |
| 幹線       | 根室本線     | 滝川駅 - 富良野駅                     | 54.6 km  |                           | |
| 幹線       | 根室本線     | 新得駅 - 根室駅                       | 307.5 km | 花咲線（釧路駅 - 根室駅） | |
| 幹線       | 千歳線       | 沼ノ端駅 - 白石駅                     | 56.6 km  |                           | JR線路名称上は沼ノ端駅 - 苗穂駅間 60.2 km（札幌貨物ターミナル駅 - 苗穂駅間は函館本線と重複）とされているが、事業基本計画および『鉄道要覧』では沼ノ端駅 - 白石駅間 56.6 km（札幌貨物ターミナル駅 - 白石駅間は函館本線と重複）とされている。 |
| 幹線       | 千歳線       | 南千歳駅 - 新千歳空港駅               | 2.6 km   | 空港線                    | 国鉄分割民営化以後に開業 |
| 幹線       | 室蘭本線     | 長万部駅 - 追分駅 - 岩見沢駅          | 211.0 km |                           | |
| 幹線       | 室蘭本線     | 東室蘭駅 - 室蘭駅                     | 7.0 km   | 室蘭支線                  | |
| 幹線       | 石勝線       | 南千歳駅 - 新得駅                     | 132.4 km |                           | |
| 地方交通線 | 富良野線     | 富良野駅 - 旭川駅                     | 54.8 km  |                           | |
| 地方交通線 | 留萌本線     | 深川駅 - 石狩沼田駅                   | 14.4 km  |                           | 2026年4月1日に廃止予定。 |
| 地方交通線 | 宗谷本線     | 旭川駅 - 名寄駅 - 稚内駅              | 259.4 km |                           | 日本最長の地方交通線。 |
| 地方交通線 | 釧網本線     | 東釧路駅 - 網走駅                     | 166.2 km |                           | |
| 地方交通線 | 石北本線     | 新旭川駅 - 北見駅 - 網走駅            | 234.0 km |                           | |
| 地方交通線 | 札沼線       | 桑園駅 - 北海道医療大学駅             | 28.9 km  | 学園都市線                | |
| 地方交通線 | 日高本線     | 苫小牧駅 - 鵡川駅                     | 30.5 km  |                           | |
| 地方交通線 | 海峡線       | 中小国駅 - 木古内駅                   | 87.8 km  |                           | 国鉄分割民営化以後に開業 定期旅客列車の運行なし。 中小国駅 - 新中小国信号場間 2.3 km はJR東日本津軽線と重複。 新中小国信号場 - 木古内駅間 85.5 km は北海道新幹線と線路・施設を共用。                                                       |

### 廃止路線
| 分類       | 路線名   | 区間                             | 営業キロ | 通称         | 廃止年月日    | 備考 |
| ---------- | -------- | -------------------------------- | -------- | ------------ | ------------- | --- |
| 幹線       | 函館本線 | 砂川駅 - 上砂川駅                | 7.3 km   | 上砂川支線   | 1994年5月16日 | 北海道中央バスに転換 |
| 幹線       | 石勝線   | 新夕張駅 - 夕張駅                | 16.1 km  | 夕張支線     | 2019年4月1日  | 夕張鉄道バスに転換。 |
| 幹線       | 根室本線 | 富良野駅 - 新得駅                | 81.7 km  |              | 2024年4月1日  | 上落合信号場 - 新得駅間 24.1 km は石勝線と重複。 ふらのバス、南富良野町営バス、占冠村営バス、ノースライナー等に転換。                                               |
| 地方交通線 | 幌内線   | 岩見沢駅 - 幾春別駅              | 18.1 km  |              | 1987年7月13日 | 第2次特定地方交通線の指定を受けて廃止。 北海道中央バスに転換。 JR発足後廃止第1号。                                                                                  |
| 地方交通線 | 幌内線   | 三笠駅 - 幌内駅                  | 2.7 km   | （貨物支線） | 1987年7月13日 | 第2次特定地方交通線の指定を受けて廃止。 北海道中央バスに転換。 JR発足後廃止第1号。                                                                                  |
| 地方交通線 | 松前線   | 木古内駅 - 松前駅                | 50.8 km  |              | 1988年2月1日  | 第2次特定地方交通線の指定を受けて廃止。 函館バスに転換。 |
| 地方交通線 | 歌志内線 | 砂川駅 - 歌志内駅                | 14.5 km  |              | 1988年4月25日 | 第2次特定地方交通線の指定を受けて廃止。 北海道中央バスに転換。 |
| 地方交通線 | 標津線   | 標茶駅 - 根室標津駅              | 69.4 km  |              | 1989年4月30日 | 第2次特定地方交通線の指定を受けて廃止。 本線は阿寒バス、支線は根室交通（バス）に転換。                                                                              |
| 地方交通線 | 標津線   | 中標津駅 - 厚床駅                | 47.5 km  | （支線）     | 1989年4月30日 | 第2次特定地方交通線の指定を受けて廃止。 本線は阿寒バス、支線は根室交通（バス）に転換。                                                                              |
| 地方交通線 | 名寄本線 | 名寄駅 - 紋別駅 - 遠軽駅         | 138.1 km |              | 1989年5月1日  | 第2次特定地方交通線の指定を受けて廃止。 名士バス、北紋バス、北見バス、上湧別町営バスに転換。                                                                        |
| 地方交通線 | 名寄本線 | 中湧別駅 - 湧別駅                | 4.9 km   | （支線）     | 1989年5月1日  | 第2次特定地方交通線の指定を受けて廃止。 名士バス、北紋バス、北見バス、上湧別町営バスに転換。                                                                        |
| 地方交通線 | 天北線   | 音威子府駅 - 浜頓別駅 - 南稚内駅 | 148.9 km |              | 1989年5月1日  | 第2次特定地方交通線の指定を受けて廃止。 宗谷バスに転換。 |
| 地方交通線 | 池北線   | 池田駅 - 北見駅                  | 140.0 km |              | 1989年6月4日  | 第2次特定地方交通線の指定を受けて廃止。 北海道ちほく高原鉄道に転換後、2006年4月21日に廃止。 （帯広 - 池田 - 陸別間は十勝バス、陸別 - 北見間は北海道北見バスに転換） |
| 地方交通線 | 深名線   | 深川駅 - 幌加内駅 - 名寄駅       | 121.8 km |              | 1995年9月4日  | ジェイ・アール北海道バスに転換。 |
| 地方交通線 | 江差線   | 木古内駅 - 江差駅                | 42.1 km  |              | 2014年5月12日 | 函館バスに転換。 |
| 地方交通線 | 江差線   | 五稜郭駅 - 木古内駅              | 37.8 km  | 津軽海峡線   | 2016年3月26日 | 北海道新幹線 新青森駅 - 新函館北斗駅間開業に伴い経営分離。 道南いさりび鉄道に移管。                                                                                 |
| 地方交通線 | 留萌本線 | 留萌駅 - 増毛駅                  | 16.7 km  |              | 2016年12月5日 | 沿岸バスに転換。 |
| 地方交通線 | 留萌本線 | 石狩沼田駅 - 留萌駅              | 35.7 km  |              | 2023年4月1日  | 沿岸バス、沼田町営バス、小鳩交通のタクシー等に転換。 |
| 地方交通線 | 札沼線   | 北海道医療大学駅 - 新十津川駅    | 47.6 km  | 学園都市線   | 2020年5月7日  | 2020年4月17日に列車運行終了。 下段モータースおよび美唄自動車学校のバスと北海道中央バスに転換。                                                                      |
| 地方交通線 | 日高本線 | 鵡川駅 - 様似駅                  | 116.0 km |              | 2021年4月1日  | 2015年1月の高波被害で運休（バス代行）となっていた。 道南バス、ジェイ・アール北海道バスに転換。                                                                      |
| 航路       | 青函航路 | 青森駅 - 函館駅                  | 113.0 km |              | 1988年3月13日 | 海峡線開業に伴い廃止。 1988年6月3日から9月18日まで暫定（復活）運航を実施。                                                                                          |

- かつて、函館本線の函館駅 - 五稜郭駅間、江差線の五稜郭駅 - 木古内駅間、海峡線の全線、およびJR東日本津軽線の青森駅 - 中小国駅間が「津軽海峡線」の愛称で呼ばれていたが、北海道新幹線開業により海峡線を通る在来線旅客列車が消滅したため、愛称が廃止された。ただし海峡線自体は正式に廃止も休止もされていないため「定期旅客列車ゼロの営業路線」という扱いである。

### 予定路線
| 分類   | 路線名       | 区間                  | 営業キロ | 開業予定 | 備考                     |
| ------ | ------------ | --------------------- | -------- | -------- | ------------------------ |
| 新幹線 | 北海道新幹線 | 新函館北斗駅 - 札幌駅 | 211.7 km | 未定     | 鉄道・運輸機構が建設主体 |

## 列車
JR北海道発足以降に同社の路線で運行されている、もしくはかつて運行されていた愛称付きの列車を挙げる。種別が変更された列車は変更後のもので記載し、他社の車両による運行のものはその会社名も記載する（2025年3月15日改正時点。廃止列車は廃止時点）。詳細は各列車の記事を参照。

### 現行列車
- 新幹線
  - はやぶさ（東北新幹線直通、一部を除きJR東日本の車両）
  - はやて（一部東北新幹線直通、JR東日本の車両のみ使用）
- 特急列車
  - カムイ
  - ライラック（1980年 - 2007年、2017年 - ）
  - ライラック旭山動物園号（臨時）
  - フラノラベンダーエクスプレス（臨時）
  - 宗谷
  - サロベツ（一部特定日運休）
  - オホーツク
  - すずらん
  - 北斗（1965年 - 2018年、2020年 - ）
  - おおぞら（1961年 - 2001年、2020年 - ）
  - とかち（1990年 - 1991年、1997年 - 2009年、2020年 - ）
  - ニセコ（臨時）
- 快速列車・ライナー
  - エアポート（朝夕の一部は特別快速・日中の一部は区間快速）
  - ニセコライナー
  - なよろ
  - 大雪（特別快速）
  - きたみ
  - ノサップ
  - はなさき
  - はこだてライナー（一部普通列車）
  - ホームライナー
- 普通列車
  - しれとこ摩周号（2024年までは「快速」として運転）
- 観光列車
  - くしろ湿原ノロッコ号
  - 富良野・美瑛ノロッコ号
  - ふらの・びえい号（2018年は「快速」として運転）
  - SL冬の湿原号
  - 流氷物語号
- 団体専用列車
  - TRAIN SUITE 四季島（臨時・JR東日本）

### 廃止列車
- 特急列車
  - ホワイトアロー
  - スーパーホワイトアロー
  - スーパーカムイ
  - モーニングエクスプレス（臨時）
  - 旭山動物園号（臨時）
  - フラノ紅葉エクスプレス（臨時）
  - フラノスキーエクスプレス（臨時）
  - スーパー宗谷
  - 利尻
  - はなたび利尻（臨時）
  - まんぷくサロベツ号
  - おおとり
  - 流氷特急オホーツクの風（臨時）
  - スーパー北斗（1994年 - 2020年、→「北斗」に改称）
  - 道南さくらエクスプレス（臨時）
  - スーパーおおぞら（1997年 - 2020年、→「おおぞら」に改称）
  - まりも
  - スーパーとかち（1991年 - 2020年、→「とかち」に改称）
  - トマムサホロスキーエクスプレス（臨時）
  - ニセコエクスプレス（臨時）
  - ニセコスキーエクスプレス（臨時）
  - ワッカ・ヌプリ（臨時）
  - はつかり（JR東日本）[注釈 9]
  - 白鳥、スーパー白鳥（白鳥はJR東日本）
  - さくらエクスプレス（臨時）
  - ドラえもん海底列車（臨時）
  - ねぶたエクスプレス（臨時）
  - 北斗星（一部はJR東日本）
  - エルム（臨時・一部はJR東日本）
  - カシオペア（臨時・JR東日本）
  - 日本海（JR西日本）[注釈 10]
  - トワイライトエクスプレス（臨時・JR西日本）
- 急行列車
  - かむい
  - そらち
  - 礼文
  - 天北
  - 大雪
  - ちとせ
  - はまなす
- 快速列車
  - 空港ライナー（1988年 - 1992年、→「エアポート」に改称）
  - マリンライナー
  - いしかりライナー（1988年11月3日から2001年6月30日までは「快速」、以降2020年までは「区間快速」）
  - るもい
  - ピヤシリ、えんれい、すずいし、てしおがわ
  - あばしり
  - マウントレイク摩周（臨時）
  - しれとこ
  - 狩勝
  - ホリデーあさひかわ（臨時）
  - ホリデーおびひろ（臨時）
  - ホリデーきたみ（臨時）
  - 十勝
  - ぬさまい
  - アイリス
  - マウントレイク大沼（臨時）
  - 海峡
  - ミッドナイト
  - ヘルシーウォーキング号（臨時）
- 普通列車
  - ホリデー日高
  - 優駿浪漫号（臨時、2010年までは「快速」として運転）
- 観光列車
  - 流氷ノロッコ号
  - 原生花園ノロッコ号
  - くしろ湿原紅葉ノロッコ号
  - 十勝大平原ノロッコ号
  - C62ニセコ号
  - SLすずらん号
  - SLニセコ号
  - SL函館大沼号
  - SLはこだてクリスマスファンタジー号
  - 原生花園スタンディングトレイン
  - 塩狩峠さくらノロッコ号
  - 大沼・流山温泉バーベキュー号
  - 増毛ノロッコ号
- 団体専用列車
  - カシオペア紀行、カシオペアクルーズ（臨時・JR東日本）

## 車両

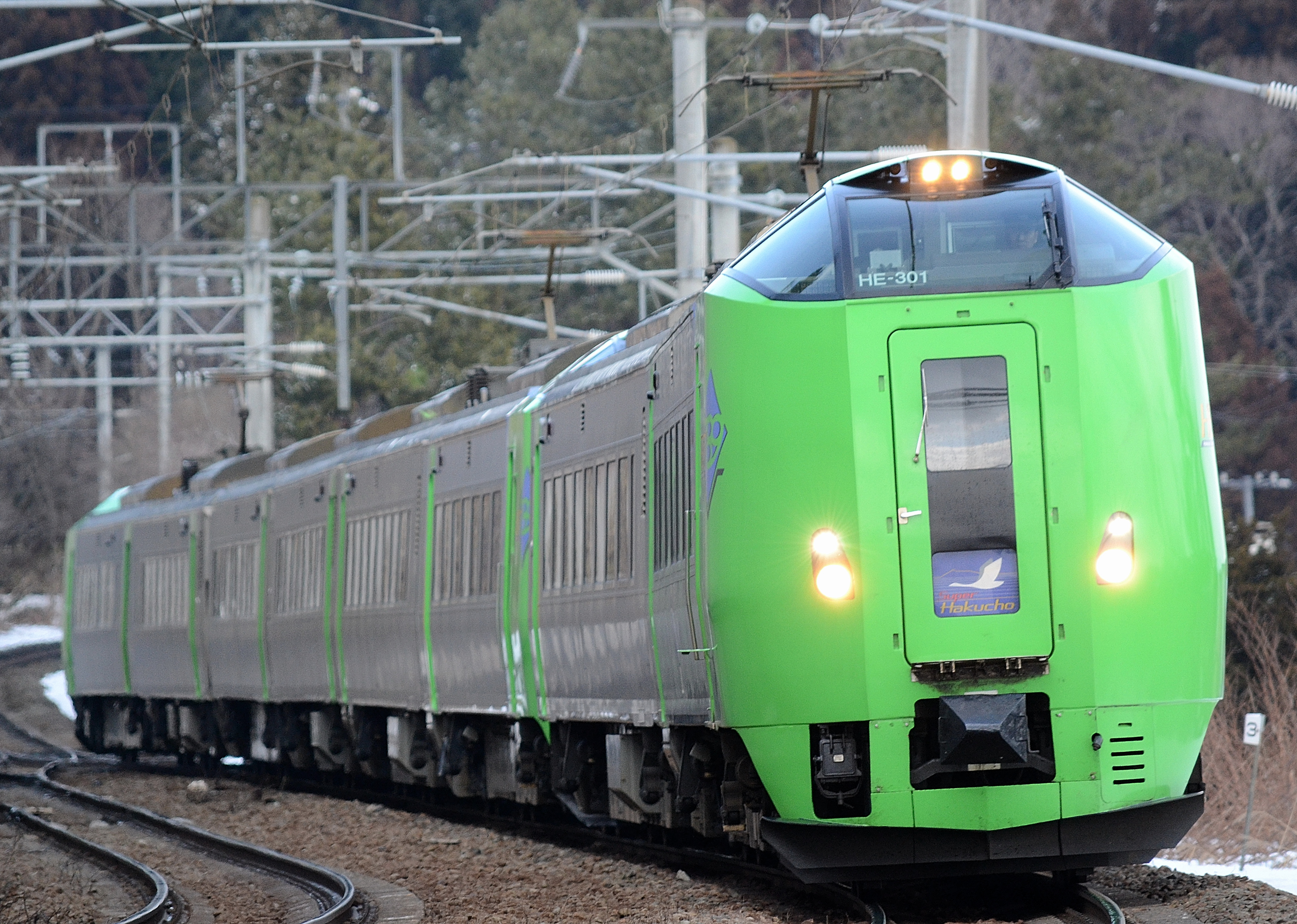
JR北海道789系電車

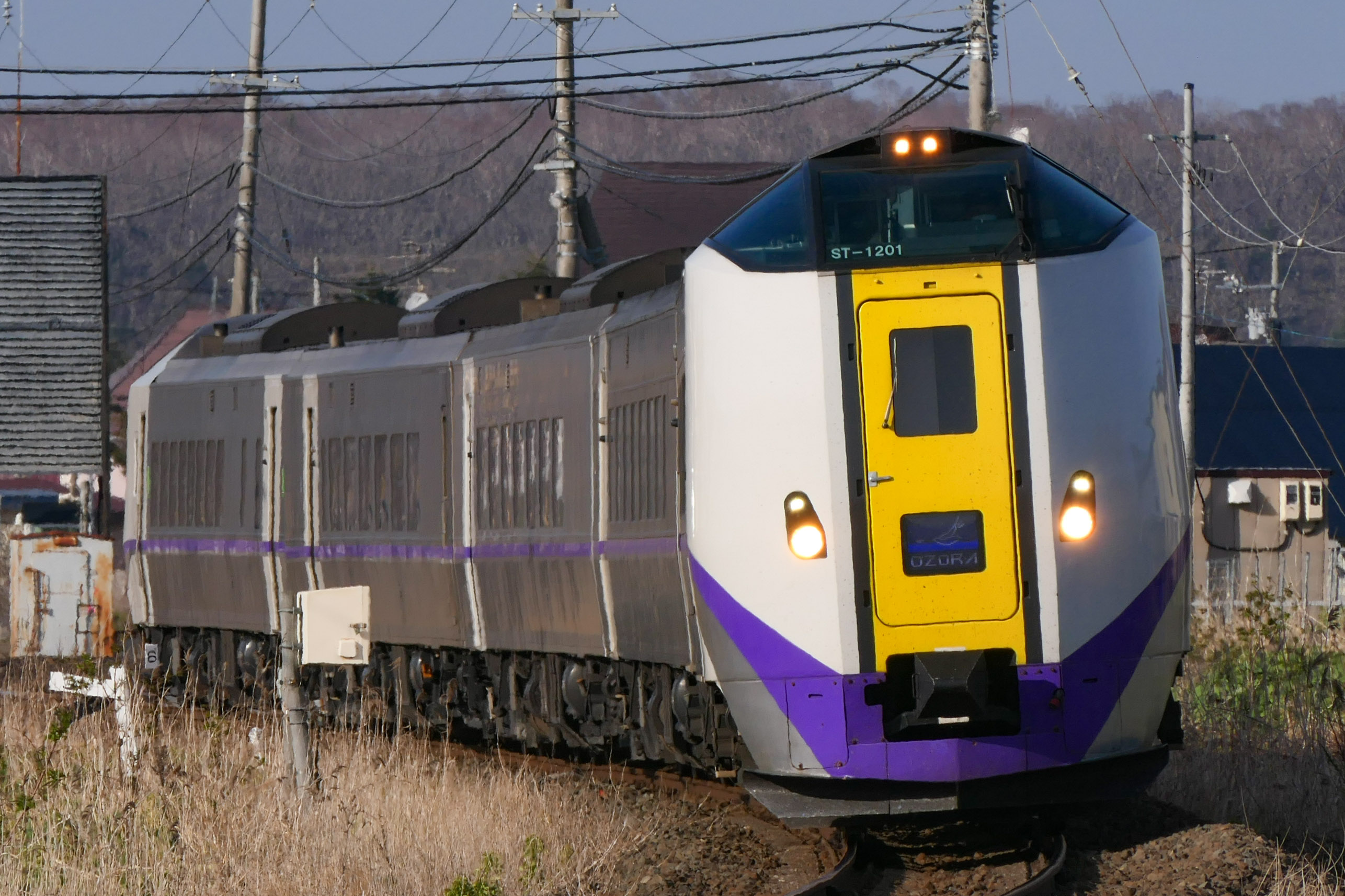
JR北海道261系気動車

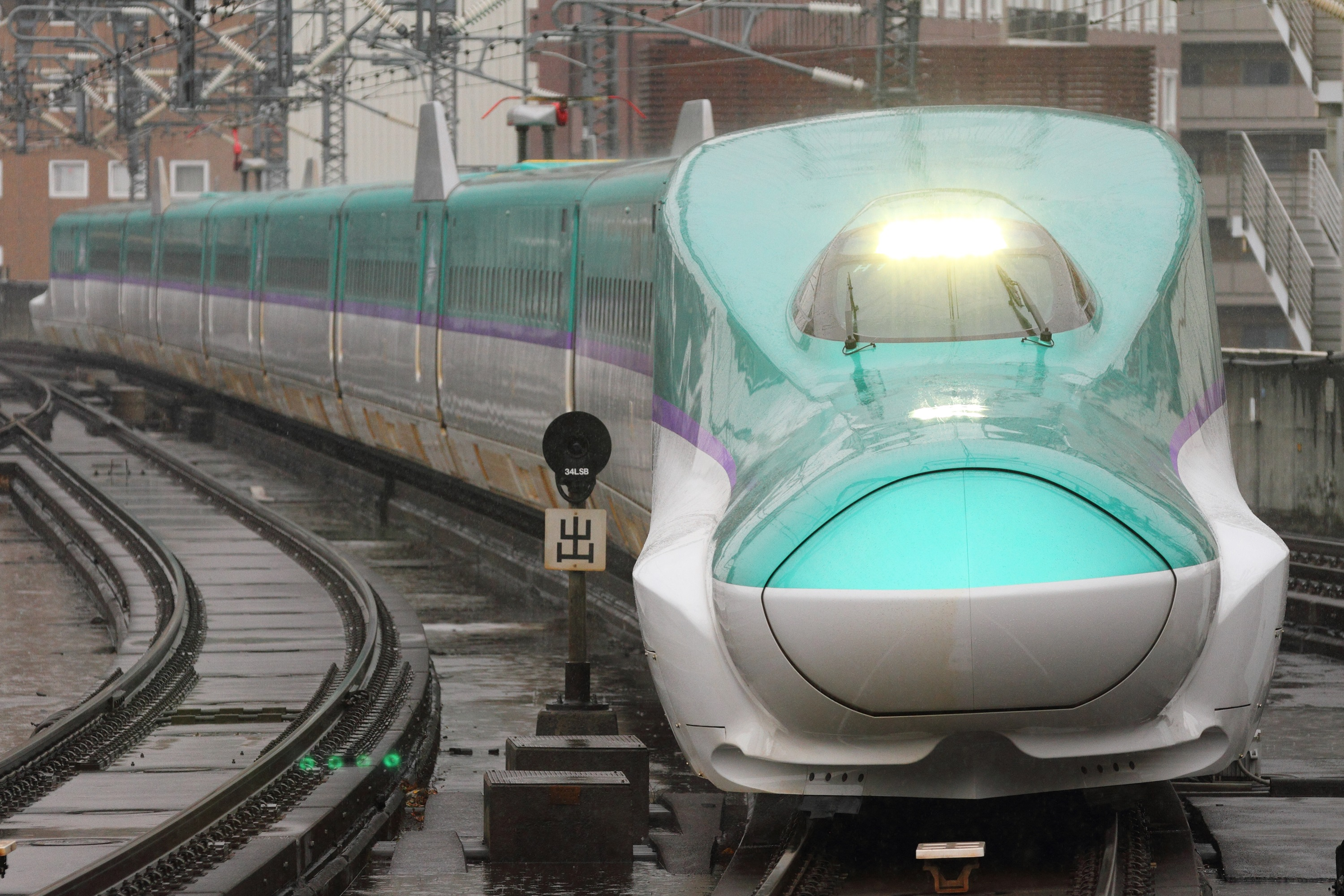
JR北海道H5系新幹線電車

道内の半数以上の路線が非電化のため、所有車両の多くは気動車である。北海道で使用する車両は国鉄時代から特別の寒冷対策を施している。一般的な仕様として、小型化のうえ二重窓とした客室窓、開口幅の小さい片開き式の客用扉・出入台と客室を仕切るデッキ扉などが挙げられる。車体各部には凍結を防止するヒーターが設けられ、暖房容量も本州以南の車両に比べ大きい。電車も所有しているが、電化区間が全て交流電化であるため全て交流型電車である。JR旅客6社で両開き扉の車両と直流型電車を全く所有していないのは、JR北海道が唯一である。また国鉄時代に製造された電車全数の除籍はJR旅客6社中ではJR北海道が最速である。
JR北海道発足後に開発された車両ではデッキ扉に代わる寒冷対策として、エアカーテンの設置・客用扉の開閉を乗客のボタン操作で行う「半自動扉」の装備など、室内を物理的に分断せずに外気流入を最小限に抑える工夫がなされている。また、1991年1月8日に発生した日高本線での踏切脱線転覆事故を契機として乗務員保護対策が進められ、運転席を高い位置に設ける「高運転台仕様」としたうえで衝撃吸収構造とした車両が相次いで開発された。
過去には高速バス・航空機などの競合交通機関への対抗策として、優等列車の所要時間短縮・増発の対策もなされてきた。JR北海道発足後に開発された特急用気動車では、曲線区間の多い路線向けに振り子式の281系・283系気動車、車体傾斜式の261系気動車を投入して曲線通過速度を向上させ、特急用電車では785系・789系電車の投入によって、それぞれ所要時間の短縮と増発を実現した。
しかし、厳しい経営状況を背景に保守管理費の削減とそれに伴う整備不良から、営業運行中の発煙事故や出火事故が度々発生し、2013年からは車両や設備への負担を抑えることを目的に列車の減便とスピードダウンに踏み切ることとなった。その結果、2014年から特急気動車の130km/h運転を廃止し、車体傾斜機構の使用を停止している。
北海道新幹線の車両はJR東日本E5系新幹線電車をベースとしたH5系新幹線電車4編成を運用している。外装・内装のデザインが異なるが、性能面ではE5系と同一の車両である。
自社の新幹線車両はJR東日本の東北新幹線へ直通運転し、自社営業エリア外である岩手県、宮城県、福島県、栃木県、茨城県、埼玉県、東京都に乗り入れている。自社エリア外に乗り入れる都道府県の数はJR西日本、JR東海に次いで多い。
一方、在来線車両はJR他社線・第三セクター鉄道線・私鉄線・地下鉄のいずれにも乗り入れていない。
2024年4月1日発表の『JR北海道グループ中期経営計画2026』において、新たな観光列車を導入する方針が示された。既存のキハ143形気動車を改造して「赤い星」編成と「青い星」編成の2編成を導入する予定。車両のデザインは、JR各社や私鉄など幅広い車両デザインを手掛けている水戸岡鋭治が担当する予定である。

## 現業機関

### 車両基地・乗務員区所
JR北海道の車両基地と略号、乗務員区所は以下の通り。
- 本社
  - 札幌運転所「札サウ」
  - 苗穂運転所「札ナホ」「苗」
  - 苫小牧運転所「札トマ」
  - 岩見沢運転所「札イワ」
  - 小樽運転所（車両配置はなく、運転士のみ所属）
  - 札幌車掌所
  - 室蘭運輸所
- 釧路支社
  - 釧路運輸車両所「釧クシ」「釧」
  - 帯広運転所「釧オヒ」
- 旭川支社
  - 旭川運転所「旭アサ」「旭」
  - 北見運転所
- 函館支社
  - 函館運輸所「函ハコ」「函」
  - 函館新幹線総合車両所「函ハシ」

### 車両工場
- 苗穂工場 「NH」（本社鉄道事業本部）
- 釧路運輸車両所 「KR」（釧路支社）

### 設備保全区所
- 本社
  - 札幌保線所
  - 札幌電力所
  - 札幌信号通信所
  - 札幌建築所
  - 札幌構造物検査センター
  - 岩見沢保線所
  - 岩見沢電気所
  - 岩見沢レールセンター
  - 室蘭保線所
  - 苫小牧電気所
  - 追分保線所
- 釧路支社
  - 釧路保線所
  - 釧路設備所
  - 釧路構造物検査センター
  - 帯広保線所
- 旭川支社
  - 旭川保線所
  - 旭川電気所
  - 旭川設備所
  - 旭川構造物検査センター
  - 北見保線所
  - 名寄保線所
- 函館支社
  - 函館保線所
  - 函館電気所
  - 函館設備所
  - 函館構造物検査センター
  - 函館新幹線工務所

## 運賃
大人普通旅客運賃（小児半額・10円未満の端数切り下げ）。2019年（令和元年）10月1日改定。
- 函館本線大沼駅 - 森駅間を通過する場合は、大沼公園駅経由の営業キロまたは運賃計算キロによって計算する。片道101キロ以上の乗車券であれば、東森駅経由でも途中下車が可能。
- 幹線と地方交通線を跨ぐ場合、10kmまでは地方交通線の運賃を適用する。11kmからは幹線の営業キロと地方交通線の換算キロを合算し、幹線の運賃を適用する。
  - 例として、札幌駅 - 太平駅間の営業キロは8.9kmであるため、地方交通線の運賃を適用する。札幌駅 - 百合が原駅間の営業キロは10.2kmであるが、営業キロが10kmを超えているため幹線の営業キロ（札幌駅 - 桑園駅間：1.6km）と地方交通線の換算キロ（桑園駅 - 百合が原駅間：9.5km）を合算し、幹線の運賃を適用する。
- 千歳線南千歳駅 - 新千歳空港駅間は20円の加算運賃を適用する。
- 特定都区市内である札幌市内にある駅と、札幌駅から片道の営業キロが200kmを超える駅との相互間の片道普通旅客運賃は、札幌駅を起点または終点とした営業キロまたは運賃計算キロによって計算する。
  - 例として、手稲駅 - 八雲駅間（小樽駅経由）の営業キロは194.6kmであるが、札幌駅から片道の営業キロが200kmを超えるため、札幌駅を起点とした営業キロ（205.2km）を適用する。券面表示は「札幌市内→八雲」となり、札幌市内発であれば同一運賃となる。
- 801km以上の幹線運賃は外部リンク参照のこと。

| 幹線      | 幹線       | 幹線      | 幹線       | 幹線      | 幹線       | 地方交通線 | 地方交通線 | 地方交通線 | 地方交通線 | 地方交通線 | 地方交通線 |
| キロ程    | 運賃（円） | キロ程    | 運賃（円） | キロ程    | 運賃（円） | キロ程     | 運賃（円） | キロ程     | 運賃（円） | キロ程     | 運賃（円） |
| --------- | ---------- | --------- | ---------- | --------- | ---------- | ---------- | ---------- | ---------- | ---------- | ---------- | ---------- |
| 初乗り3km | 200        | 101 - 120 | 2,420      | 441 - 460 | 8,250      | 初乗り3km  | 200        | 101 - 110  | 2,420      | 401 - 419  | 8,250      |
| 4 - 6     | 250        | 121 - 140 | 2,860      | 461 - 480 | 8,470      | 4 - 6      | 250        | 111 - 128  | 2,860      | 420 - 437  | 8,470      |
| 7 - 10    | 290        | 141 - 160 | 3,190      | 481 - 500 | 8,800      | 7 - 10     | 300        | 129 - 146  | 3,190      | 438 - 455  | 8,800      |
| 11 - 15   | 340        | 161 - 180 | 3,630      | 501 - 520 | 9,130      | 11 - 15    | 340        | 147 - 164  | 3,630      | 456 - 473  | 9,020      |
| 16 - 20   | 440        | 181 - 200 | 4,070      | 521 - 540 | 9,350      | 16 - 20    | 440        | 165 - 182  | 4,070      | 474 - 491  | 9,350      |
| 21 - 25   | 540        | 201 - 220 | 4,510      | 541 - 560 | 9,680      | 21 - 23    | 540        | 183 - 200  | 4,510      | 492 - 510  | 9,680      |
| 26 - 30   | 640        | 221 - 240 | 4,840      | 561 - 580 | 9,900      | 24 - 28    | 640        | 201 - 219  | 4,840      | 511 - 528  | 9,900      |
| 31 - 35   | 750        | 241 - 260 | 5,280      | 581 - 600 | 10,230     | 29 - 32    | 750        | 220 - 237  | 5,280      | 529 - 546  | 10,230     |
| 36 - 40   | 860        | 261 - 280 | 5,610      | 601 - 640 | 10,560     | 33 - 37    | 860        | 238 - 255  | 5,610      | 547 - 582  | 10,450     |
| 41 - 45   | 970        | 281 - 300 | 5,940      | 641 - 680 | 10,780     | 38 - 41    | 970        | 256 - 273  | 5,940      | 583 - 619  | 10,780     |
| 46 - 50   | 1,130      | 301 - 320 | 6,270      | 681 - 720 | 11,110     | 42 - 46    | 1,130      | 274 - 291  | 6,270      | 620 - 655  | 11,110     |
| 51 - 60   | 1,290      | 321 - 340 | 6,490      | 721 - 760 | 11,440     | 47 - 55    | 1,290      | 292 - 310  | 6,490      | 656 - 691  | 11,440     |
| 61 - 70   | 1,490      | 341 - 360 | 6,820      | 761 - 800 | 11,770     | 56 - 64    | 1,490      | 311 - 328  | 6,820      | 692 - 728  | 11,770     |
| 71 - 80   | 1,680      | 361 - 380 | 7,150      |           |            | 65 - 73    | 1,680      | 329 - 346  | 7,150      | 729 - 764  | 11,990     |
| 81 - 90   | 1,890      | 381 - 400 | 7,370      |           |            | 74 - 82    | 1,890      | 347 - 364  | 7,370      | 765 - 800  | 12,320     |
| 91 - 100  | 2,100      | 401 - 420 | 7,700      |           |            | 83 - 91    | 2,100      | 365 - 382  | 7,700      |            |            |
|           |            | 421 - 440 | 7,920      |           |            | 92 - 100   | 2,320      | 383 - 400  | 7,920      |            |            |

- 本州3社（JR東日本・JR東海・JR西日本）と通しで乗る際は本州3社の幹線運賃を適用するが、境界駅（新青森駅）からの営業キロに応じて下表の加算額を加える。

| キロ程      | 運賃（円） | 備考                        |
| ----------- | ---------- | --------------------------- |
| 36 - 40km   | 180        | 奥津軽いまべつ駅 のみ適用。 |
| 101 - 120km | 440        | 木古内駅のみ適用。          |
| 121 - 180km | 550        |                             |
| 181 - 200km | 660        |                             |
| 201km -     | 770        |                             |

## 社歌
社歌はダークダックスの『北の大地』（作詞：山上路夫、作曲：森田公一）。1988年8月21日にダークダックスのシングル『一枚の切符から』（『遠くへ行きたい』挿入歌、JR北海道イメージソング）のカップリングとしてCD発売された。

## 広報活動

### CM出演者
- 中嶋朋子 - ダイヤ改正
- 戸田菜穂 - 新千歳空港駅、冬こそJR
- 大山のぶ代 - ドラえもん海底列車（声）
- 大泉洋 - 学園都市線ダイヤ改正、札幌〜函館、得割きっぷ、冬こそJR
- 小笠原道大 - ダイヤ改正（2004年）
- 稲葉篤紀 - レール&ホテルパック
- 森崎博之 - ラジオCM（2011年）
- 安田顕・音尾琢真 - HOKKAIDO LOVE!6日間周遊パス（2022年）[41]
- 松本剛 - 全車指定席化（2024年）[42]

### 提供番組
過去
- 水曜どうでしょう（北海道テレビ） - 現在は降板している。放送番組出演者の大泉洋も一時期CMに出演していた。
- 土曜エクスプレス・週刊洋二（札幌テレビ）

### キャンペーンガール
民営化された1987年度から、JR北海道の開催するイベントやキャンペーン活動への参加やポスター撮影などの活動を行うキャンペーンガールを採用してきた。当初は「JR北海道フレッシュガール」の名前で、途中から「ミス・ツインクル」と改称された。当初の採用人数は本社で4人、各支社で3人ずつの13人で、2008年度から各支社の採用を2人に減らして合計10人とした。しかし応募者の減少やイベントへの参加機会の減少などもあり、経費削減の観点から2009年度一杯で採用を打ち切った。

## グループ会社
公式サイト「会社・グループ情報」、「JR北海道グループ 2021年度決算」による。JR他社のグループ会社のカタカナ表記が「ジェイアール」であるのに対し、「ジェイ・アール」と「・」（中黒）が入る表記が多い。
運輸業（鉄道事業）
株式会社ドウデン
電気設備施工・監理を行う。
北海道軌道施設工業株式会社
軌道の施工・保守を行う。
株式会社北海道ジェイ・アール・サービスネット
駅業務受託、添乗業務および旅行業・金券ショップの運営や労働者派遣事業、教育ビジネスを行う。
1988年2月17日に「日交観北海道」として設立。2001年4月1日付で現在の社名に変更した。
ジェイアール北海道エンジニアリング株式会社
鉄道等の構造物の設計調査、施工、保守を行う。
1962年4月16日に前身会社が設立、2000年6月1日に「北海道ジェイアール・コンサルタンツ」と改称。2016年10月1日付で「北海道ジェイ・アール・ビルト」を吸収合併し、現在の社名に変更した。
北海道ジェイ・アール運輸サポート株式会社
車両の清掃・整備、運転所構内入換業務を受託する。
札幌交通機械株式会社
車両の検修・改造、建造物の空調・衛生工事を行う。札幌市交通局の車両も扱う。
北海道高速鉄道開発株式会社
高速化に関する車両や施設の貸出を行う。当初は札幌駅 - 釧路駅間の鉄道高速化のために主に北海道と釧路市などが出資して設立した第三セクターで、後に宗谷本線高速化事業などにも関わる。
運輸業（その他）
ジェイ・アール北海道バス株式会社
路線バス、貸切バスの運行、桑園自動車学校の運営を行う。
株式会社JR北海道ソリューションズ
駅レンタカー、カーリース、駐車場管理のほか、駅内・車内広告掲示やCM制作、車内誌「The JR Hokkaido」の発行、札幌駅南口広場のイベント企画の運営などを行う。
2020年4月1日に広告代理業の「北海道ジェイ・アール・エージェンシー」を吸収合併して、「ジェイアール北海道レンタリース」から社名変更した。
小売業
JR北海道フレッシュキヨスク株式会社
駅売店キヨスクの運営や札幌市営地下鉄を含む札幌圏の駅周辺のコンビニエンスストア、ジェイアール生鮮市場などの運営。「Kitaca」グッズのなどの開発を行う。
「クロフォード・イン・大沼」が2015年11月2日付で鶴雅観光開発に売却されるまでは、クロフォード・イン・大沼の運営、また流山温泉の運営も受託していた。2021年10月1日に「北海道ジェイ・アール・フレッシュネス・リテール」を合併して、「北海道キヨスク」から社名を変更した。
不動産賃貸業
北海道ジェイ・アール都市開発株式会社
高架下用地などの開発・賃貸を行う。
札幌駅総合開発株式会社
JRタワーの管理・運営を行う。
2005年10月1日に前身の「札幌駅南口開発」が「札幌ターミナルビル」、「札幌駅地下街開発」、「札幌ステーション開発」を吸収合併して発足。JR北海道の経営難による資金繰りから、2016年8月1日付で株式の一部がJR北海道グループ外の第三者に売却された。
ホテル業
JR北海道ホテルズ株式会社
JRタワーホテル日航札幌、ホテル日航ノースランド帯広、JRインの運営を行う。
その他
株式会社北海道ジェイ・アール商事
鉄道用資材などの調達やリースを行う。
北海道クリーン・システム株式会社
JR北海道管内の駅や一般ビルの清掃・警備、函館駅ホーム案内放送を受託する。かつては竜飛海底駅の見学案内・誘導も行っていた。
株式会社北海道ジェイ・アール・システム開発
ソフトウェア開発・設計・製造、情報システムの運用・保守、情報処理機器の販売、情報処理システムのコンサルティング、電気通信事業を行う。
札建工業株式会社
土木・建築・軌道・造園等工事の請負、建築設計ならびにこれらに付帯する一切の事業を行う。
匿名組合ジェイエイチホスピタルアセット ホールディングズ
JR札幌病院の建物の資金を不動産ファンドにて調達、建築及び所有をし、建物を証券会社を通じて現金化、JR北海道に賃貸をする。

### かつてのグループ会社
株式会社北海道ジェイ・アール・ダイエー
1992年8月21日設立。ダイエーとの合弁会社で、「JRダイエー (JR Daiei)」のブランド名で札幌市内に出店していた。1999年3月に清算された。
ユーノスジェイアール北海道
マツダのユーノス販売網に参加し自動車ディーラーとして営業。札幌駅付近の高架下および帯広市に店舗を構えていた。1998年3月末、メーカー資本の地元ディーラー「マツダアンフィニ北海道」に営業譲渡して撤退・清算した。札幌店は「マツダアンフィニ北海道・JR札幌駅東口店」として営業していたが、のちに閉店している。
北海道企画開発株式会社
1989年12月27日設立。ゴルフ練習場、駐車場等の運営、ホテル及び温泉施設の運営受託、食料品等の販売・取次等を行っていた。2007年10月1日付で「北海道クリーン・システム」に吸収合併された。
株式会社北海道ジェイ・アール・トラベルサービス
1997年4月21日設立。旅行業・金券ショップの運営などを行っていた。2007年12月1日付で「北海道ジェイ・アール・サービスネット」に吸収合併された。
株式会社北海道ジェイ・アール・フーズ
1990年10月25日に「にっしょく北海道」の事業を継承する形で設立。札幌・旭川・小樽の駅構内での飲食店やJR北海道ホテルグループの「ホテルさっぽろ弥生」の運営を行っていた。2010年10月1日付で「北海道キヨスク」に吸収合併された。
ジェイ・アールはこだて開発株式会社
1986年12月24日に「はこだて開発株式会社」として設立され、2005年7月1日付で「ジェイ・アールはこだて開発」に社名変更。函館支社管内での駅業務受託、駅構内売店・食堂の営業、流山温泉および「クロフォード・イン・大沼」の運営受託を行っていたが、2014年10月1日付で「北海道キヨスク」に吸収合併された。
北海道リネンサプライ株式会社
1967年9月1日設立。寝台座席などの寝具、座席の背当て等のクリーニングを行っていた。2016年6月28日付で「北海道クリーン・システム」保有株式の92.5%内の82.5%を白洋舍および廣瀬商会に売却され、白洋舍のグループ会社となることでJR北海道グループから離脱した。
旭川ターミナルビル株式会社
1980年4月8日設立。旭川駅構内および旭山動物園の店舗、旭川エスタ駐車場の運営をしていたが、赤字が続いていたため、2016年6月頃に清算された。2015年10月1日付でフォートレス・インベストメント・グループに売却するまでは、「ロワジールホテル旭川」の運営も行っていた。
株式会社北海道ジェイ・アール・ビルト
1992年12月15日設立。建物・設備の施工・修繕、JR北海道が所有する施設の維持管理等を行っていた。2016年10月1日付で「北海道ジェイアール・コンサルタンツ」に吸収合併された。
北海道ジェイ・アール・サイバネット株式会社
車両その他の電子設備やシステムの開発を行っていた。2016年12月1日付で「札幌交通機械」に吸収合併された。
ジェイ・アール道東トラベルサービス株式会社
釧路支社管内での駅業務受託、添乗業務を行っていた。2017年2月1日付で「北海道ジェイ・アール・サービスネット」に吸収合併された。
札幌工営株式会社
車両工場での作業を受託していた。2018年4月1日付で「札幌交通機械」に吸収合併された。北海道公安委員会から警備業法違反により既存の警備会社が営業停止処分を受けたため、2018年3月1日より他の警備会社に切り替えている。
株式会社北海道JRインマネジメント
宿泊特化型ホテル（JRイン札幌、JRイン帯広、JRイン旭川）の運営をしていたが、経営資源の集中・効率化を図るため、2018年4月1日付で「JR北海道ホテルズ」に吸収合併された。
札新開発株式会社
桑園自動車学校の運営を行っていたが、2020年4月1日にバス事業者の「ジェイ・アール北海道バス」に吸収合併された。
株式会社北海道ジェイ・アール・エージェンシー
駅内・車内広告の企画、CM制作、札幌駅南口のイベント広場の管理などを行っていた。2004年までは時刻表『北海道ダイヤ』も出版していた。2020年4月1日に「ジェイアール北海道レンタリース」に吸収合併された。

## 労働組合
2018年現在、4つの労働組合がある。カッコ内は略称。
| 名称                                                     | 上部組織                             |
| -------------------------------------------------------- | ------------------------------------ |
| 北海道旅客鉄道労働組合（JR北海道労組）                   | 全日本鉄道労働組合総連合会（JR総連） |
| JR北海道労働組合（JR北労組）                             | 日本鉄道労働組合連合会（JR連合）     |
| 国鉄労働組合北海道本部（国労北海道本部）                 | 国鉄労働組合（国労）                 |
| 全日本建設交運一般労働組合北海道鉄道本部（建交労北海道） | 全日本建設交運一般労働組合（建交労） |

JR北海道労組及びJR北労組は会社との間で労働協約を締結している（国労・建交労については未詳）。組合員数が最大なのは北海道旅客鉄道労働組合であるが、深刻な労使癒着や労組同士の激しい対立、アルコール検査拒否などの根深い労使問題があるとされる。